# سانتياغو بريم
سانتياغو بريم (بالإسبانية: Santiago Prim)‏ هو لاعب كرة قدم أرجنتيني في مركز الوسط، ولد في 11 مايو 1990 في كامبانا في الأرجنتين. لعب مع رامبلا جونيورز وكولومبوس كرو ونادي سان لورينزو.

## وصلات خارجية
- سانتياغو بريم على موقع الدوري الأمريكي (الإنجليزية)
- سانتياغو بريم على موقع قاعدة بيانات كرة القدم.إي يو (الإنجليزية)
- سانتياغو بريم على موقع Soccerway.com (الإنجليزية)